# 世界の結婚式
『世界の結婚式』（せかいのけっこんしき）は、1968年11月7日から2002年3月31日までTBS系列局で放送されたドキュメンタリー番組である。

## 概要
33年5か月間にわたって放送された長寿番組で、日本では海外の旅行や取材が一般的ではなかった時代から、毎週各地の世界で行われている結婚を取り上げていた。キリスト教・イスラム教・ヒンドゥー教・南米アンデス山脈で生活するインディオなど、様々な宗教や地域の結婚式を取り上げ、現在では貴重な映像が数多く残されている番組である。ナレーションは、野沢那智・白石冬美・谷啓・三田村邦彦・榊原郁恵などが担当した。
なお日曜9:30時代はタイトルがしばしば変更され、1970年10月 - 1971年12月間は『世界のハネムーン』（せかいのハネムーン）、1972年1月 - 1974年3月間は『世界の新婚さん』（せかいのしんこんさん）、1974年4月 - 1978年12月間は『新・世界の結婚式』（しん - ）というタイトルだったが、1979年以降は『世界の結婚式』というタイトルに落ち着いた。（参考：日本放送協会・総合放送文化研究所「放送学研究・朝の時間帯」62 - 64頁）

## 放送時間
- 木曜 22:15 - 22:30 （1968年11月7日 - 1969年3月27日）
- 日曜 09:30 - 09:45 （1969年4月 - 1987年9月27日） - 日曜午前枠へ移動。
- 土曜 10:00 - 10:15 （1987年10月3日 - 1996年3月30日） - 『関口宏のサンデーモーニング』放送開始により土曜午前枠へ移動。
- 日曜 07:15 - 07:30 （1996年4月7日 - 2000年3月26日） - 『王様のブランチ』放送開始により日曜朝枠へ移動。
- 土曜 07:15 - 07:30 （2000年4月1日 - 2001年3月24日） - 土曜朝枠へ移動。
- 日曜 05:45 - 06:00 （2001年4月1日 - 2002年3月31日） - 日曜早朝枠へ移動。

いずれも関東地区（TBS）での放送時間であり、ネット局での放送時間はそれぞれ異なる。また下記の通り、編成によりTBS系列局が所在しながら同地域内の日本テレビ・フジテレビ・NET→テレビ朝日系列局で放送された事例がある。

## スポンサー
放送開始時から西川産業（現・西川）の一社提供だった。1996年4月に日曜の枠へ移動してからはDHCの一社提供だったが、後に同社の降板により複数社提供となった。ただし、TBS以外の一部ネット局ではノンスポンサーで放送されていた。

## ネット局
系列は放送当時のもの。
| 対象対象地域   | 放送局             | 系列                   | 備考                                                                                    |
| -------------- | ------------------ | ---------------------- | --------------------------------------------------------------------------------------- |
| 関東広域圏     | 東京放送           | TBS系列                | 制作局 現・TBSテレビ                                                                    |
| 北海道         | 北海道放送         | TBS系列                |                                                                                         |
| 青森県         | 青森放送           | 日本テレビ系列         | 1975年3月まで                                                                           |
| 青森県         | 青森テレビ         | TBS系列                | 1975年4月から                                                                           |
| 岩手県         | IBC岩手放送        | TBS系列                |                                                                                         |
| 宮城県         | 東北放送           | TBS系列                | 編成により仙台放送（フジテレビ系列）で放送                                              |
| 秋田県         | 秋田放送           | 日本テレビ系列         | 1980年12月に打ち切り                                                                    |
| 山形県         | 山形放送           | 日本テレビ系列         | 1982年3月まで                                                                           |
| 山形県         | 山形テレビ         | フジテレビ系列         | 1989年9月まで                                                                           |
| 山形県         | テレビユー山形     | TBS系列                | 1989年10月の開局から                                                                    |
| 福島県         | 福島テレビ         | TBS系列 フジテレビ系列 | 1971年10月から1983年3月まで ネットチェンジ（フジテレビ系列への一本化）で打ち切り        |
| 福島県         | テレビユー福島     | TBS系列                | 1983年12月から                                                                          |
| 新潟県         | 新潟放送           | TBS系列                |                                                                                         |
| 富山県         | 北日本放送         | 日本テレビ系列         | 1987年10月17日打ち切り                                                                  |
| 富山県         | 富山テレビ         | フジテレビ系列         | 1988年4月2日から放送 終了時期不明（チューリップテレビ開局直前時点では既に終了していた） |
| 富山県         | チューリップテレビ | TBS系列                | 開局後の1990年10月6日から                                                               |
| 石川県         | 北陸放送           | TBS系列                |                                                                                         |
| 福井県         | 福井放送           | 日本テレビ系列         | 途中打ち切り                                                                            |
| 山梨県         | テレビ山梨         | TBS系列                | 1970年4月から1999年9月まで                                                              |
| 長野県         | 信越放送           | TBS系列                |                                                                                         |
| 静岡県         | 静岡放送           | TBS系列                |                                                                                         |
| 東海3県        | 中部日本放送       | TBS系列                | 現・CBCテレビ                                                                           |
| 近畿広域圏     | 朝日放送           | TBS系列                | 現・朝日放送テレビ（テレビ朝日系列） 腸捻転時代のみ                                     |
| 近畿広域圏     | 毎日放送           | TBS系列                | 腸捻転時代の1974年5月ごろに金曜16:00 - 16:15で放送                                      |
| 鳥取県・島根県 | 山陰放送           | TBS系列                | 1972年9月までは島根県のみ                                                               |
| 岡山県・香川県 | 山陽放送           | TBS系列                | 現・RSK山陽放送 1979年3月までは岡山県のみ                                               |
| 広島県         | 中国放送           | TBS系列                | 編成により広島テレビ(日本テレビ系列)や 広島ホームテレビ（テレビ朝日系列）で放送。       |
| 山口県         | テレビ山口         | TBS系列                | 1987年10月から                                                                          |
| 徳島県         | 四国放送           | 日本テレビ系列         |                                                                                         |
| 香川県         | 西日本放送         | 日本テレビ系列         | 途中で瀬戸内海放送へ放映権移行                                                          |
| 香川県         | 瀬戸内海放送       | NET→テレビ朝日系列     | 山陽放送の相互乗り入れで打ち切り 1975年4月5日時点では土曜8:00 - 8:30に放送              |
| 愛媛県         | 南海放送           | 日本テレビ系列         | 1993年3月まで                                                                           |
| 愛媛県         | あいテレビ         | TBS系列                | 1993年4月から                                                                           |
| 高知県         | 高知放送           | 日本テレビ系列         | 1970年3月まで                                                                           |
| 高知県         | テレビ高知         | TBS系列                | 1996年3月に打ち切り                                                                     |
| 福岡県         | RKB毎日放送        | TBS系列                |                                                                                         |
| 長崎県         | 長崎放送           | TBS系列                | 1995年12月に打ち切り                                                                    |
| 熊本県         | 熊本放送           | TBS系列                | 1996年3月に打ち切り                                                                     |
| 大分県         | 大分放送           | TBS系列                | 1995年9月に打ち切り                                                                     |
| 宮崎県         | 宮崎放送           | TBS系列                | 1997年3月に打ち切り                                                                     |
| 鹿児島県       | 南日本放送         | TBS系列                |                                                                                         |
| 沖縄県         | 琉球放送           | TBS系列                | 1972年5月中旬から                                                                       |

## 番組制作
- スポニチテレビニュース社（現・スポニチクリエイツ）